# Arcisate
Arcisate (Arcisà in dialetto varesotto) è un comune italiano di 9 854 abitanti  della provincia di Varese in Lombardia.

## Origini del nome

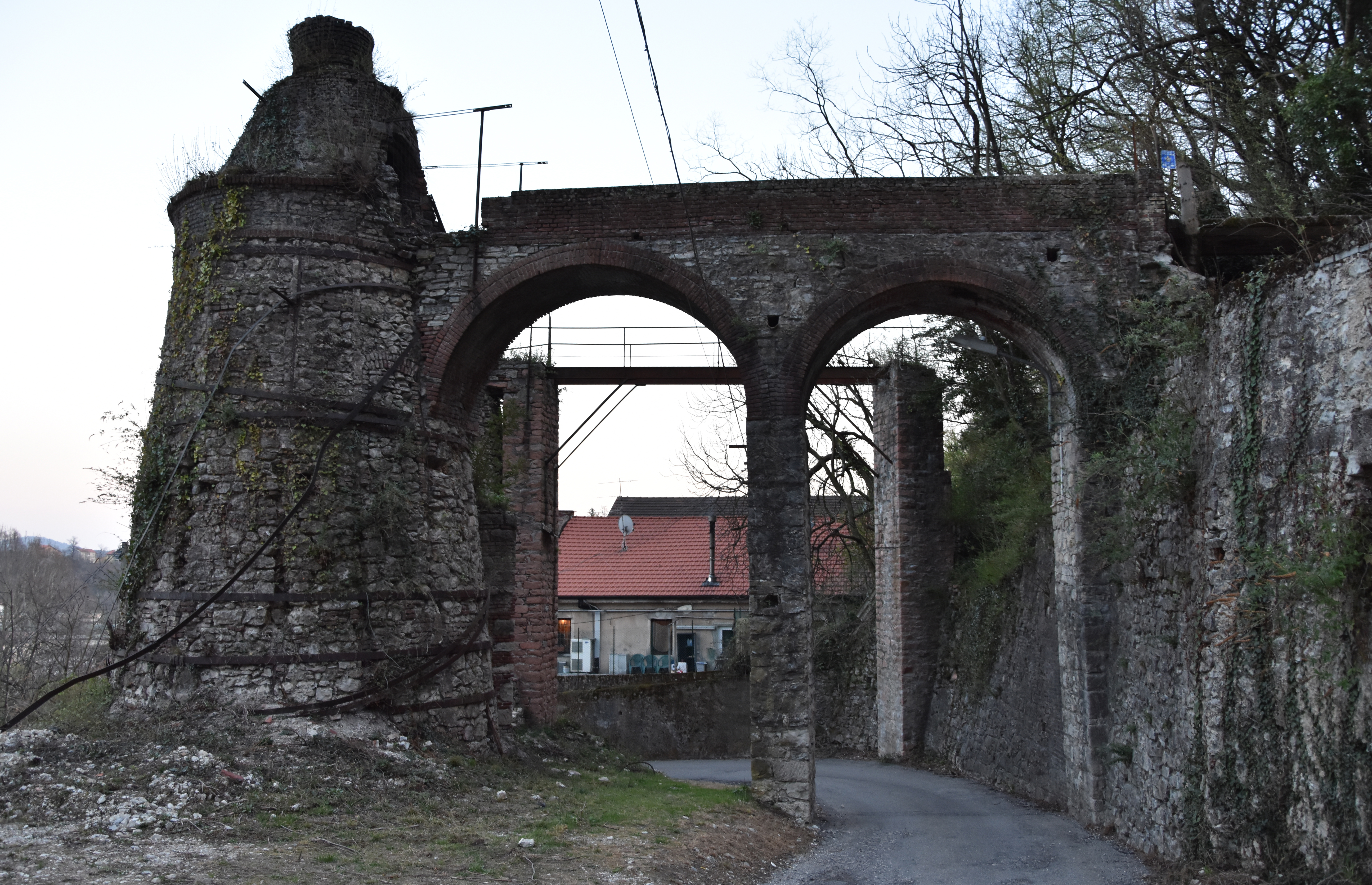
I ruderi delle fornaci di Arcisate

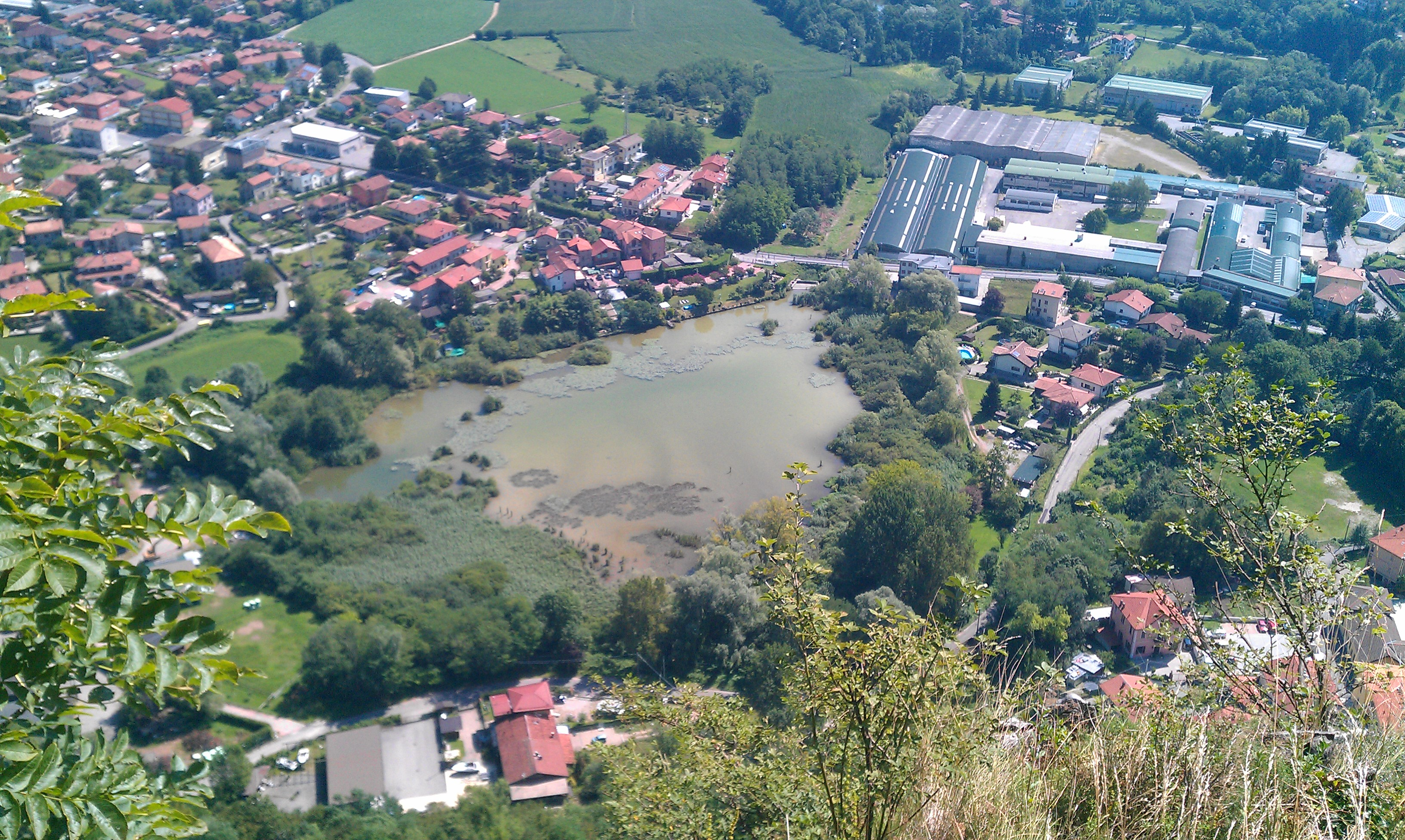
Il laghetto Cicogna visto dal monte Crocino

Numerose sono le interpretazioni riguardanti il toponimo Arcisate. Una la vedrebbe come derivato direttamente dal celtico, Arc (monte Arc) is (sotto) ate (località), ovvero località sotto il Monte Arco, che sarebbe il Monte Monarco, alle spalle del paese. Il nobile Bonaventura Castiglioni lo derivava da Arx Isarcorum, fortezza degli Isarci, questa versione non è attendibile, perché gli Isarci hanno popolato ben altro territorio, e Colle Isarco, in provincia di Bolzano ne è la testimonianza. Altri, tra cui l'oblato Nicolò Sormani, l'hanno interpretato come Arx Isaurorum, fortezza degli Isauri.
Il territorio è stato romanizzato e il ritrovamento di numerose are romane ha fatto sì che il nome fosse interpretato anche come Ara Cæsaris, con il quale concorda anche il Sormani. Nel corso del Quattrocento, il nobile Bonaventura Castiglioni ritrovò, nell'area dedicata un tempo alle feste mercuriali (ora sede della via Mercurio), un'ara dedicata proprio al dio romano dei commerci. Arcesius (greco Ἀρκείσιος) era uno degli appellativi del dio Mercurio e unito al suffisso di origine celtica -ate (responsabile di tanti toponimi dell'Italia settentrionale), poteva dare Arcisiate (a volte anche Arcidiate), che era una delle grafie con cui si indicava questa località nei secoli passati. La grafia, nel corso del Medioevo, rimase oscillante, in quanto tentativo di rendere in latino una voce dialettale, per cui si trova: Arzizate, Arcizate, Arzisate, Arsizate. Fin dai tempi antichi, l'economia di Arcisate era retta dalle fornaci per la produzione di calce e questo ha dato adito a un'altra interpretazione, troppo tarda per essere credibile, che è Arx Gypsaria, o fortezza del gesso.
Un'altra possibilità è Arx Cisae, o Ad Cisam: il termine Cisa che si trova in toponimi di area appenninica settentrionale, era impiegato per indicare valichi, quali quello che conduce in Valceresio.

## Storia
Durante la preistoria, Arcisate seguì le stesse vicende che riguardarono la Valceresio. La valle, in antichità, era un'importante via di transito, poiché rappresentava un accesso pressoché diretto alle Alpi e al passo del San Gottardo. Per questo motivo, la romanizzazione fu intensa e avvenne intorno al III-II secolo a.C. Arcisate rappresentava allora un centro minore del municipium di Milano. Ancora una volta, il fatto di trovarsi su un'arteria di comunicazione così importante, le è valso una cristianizzazione precoce e ben radicata. Si può attestare in tutta sicurezza che già nel V secolo vi era una prima comunità cristiana. Lo attestano due lapidi, ritrovate nel 1745 dal prevosto Pietro Antonio Alemagna durante i lavori di restauro dell'altare maggiore della basilica di San Vittore. Le due lapidi così recitano:
B M

hic requiescit in pace

bone me

morie paulus qui vixit in se

culo annis p m lxx et deposi

tus est sub die xii kal maias

severino v c consule
hic requiescit in pace sce m costantius

pbr qui vixit in seculo ann p m lxxv

d sub d xv kl m
ovvero: alla buona memoria. qui riposa in pace di buona memoria Paolo, che visse circa 70 anni e fu sepolto il 18 aprile, mentre era console Severino, uomo celebre;

qui riposa in pace di santa memoria prete Costanzo, che visse circa 75 anni e fu sepolto il 15 aprile.

### Il XX secolo
Nel 1927 il comune divenne parte delle neo istituita Provincia di Varese.
Nel 1928 al comune di Arcisate venne aggregato il comune di Brenno Useria.
Il 4 febbraio 1948, poco dopo la mezzanotte, esplose la polveriera Gavi, una fabbrica di materiale bellico di proprietà dello Stato, mietendo alcune vittime e danneggiando alcuni edifici. Due settimane dopo un decreto legislativo autorizzò la spesa di cento milioni di lire per riparare i danni causati dall'incidente.
Nel 1968 venne aggregata la frazione di Velmaio, staccata dal comune di Cantello.

### Simboli
Lo stemma è stato concesso con regio decreto del 10 marzo 1930.
(RD 10 marzo 1930)
Il gonfalone è un drappo di azzurro.

## Monumenti e luoghi d'interesse

### Architetture religiose

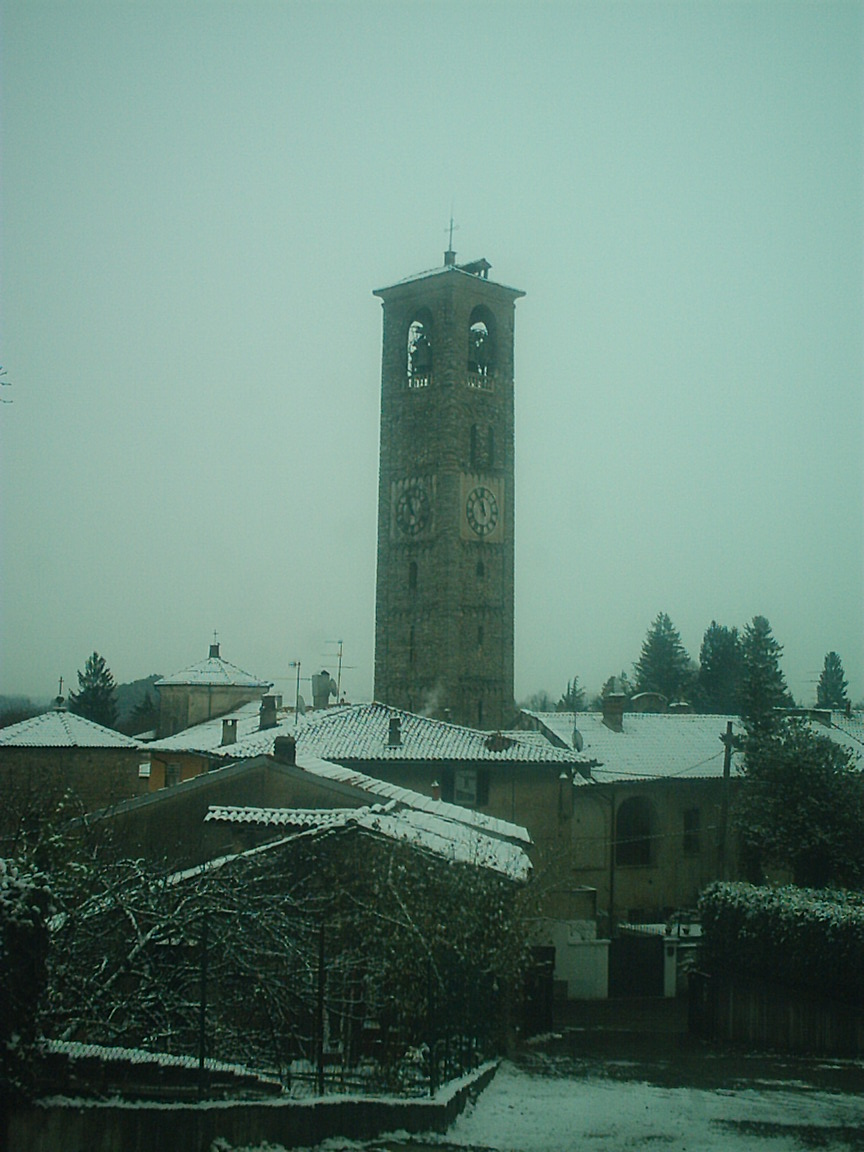
Campanile romanico (sec XI) della basilica di San Vittore Martire.

#### La Pieve
La prima notizia che riguarda la presenza di un collegio canonicale ad Arcisate si trova in un documento del 1095: un privilegio concesso dall'arcivescovo Arnolfo III di Milano alla chiesa di San Gemolo di Ganna. Arcisate si trovava allora a capo di una pieve che ricopriva l'intera Valceresio e comprendeva anche Ganna.
Alla fine del XIII secolo, nel Liber notitiæ sanctorum Mediolani, Goffredo da Bussero indica 34 chiese e 37 altari nella sola pieve di Arcisate. La pieve fu visitata da Gabriele Sforza nel 1455, da Carlo Borromeo nel 1574, da Gaspare Visconti nel 1586, da Federico Borromeo nel 1606, da Cesare Monti nel 1639, da Federico Visconti nel 1687, da Giuseppe Pozzobonelli nel 1751, dal cardinale Ferrari nel 1896 e da Eugenio Tosi nel 1923. Il cardinale Alfredo Ildefonso Schuster la visitò per ben cinque volte: nel 1932, 1938, 1943, 1948 e 1953. L'ultima visita alla Pieve spettò al cardinale Giovanni Battista Montini, nel 1961.
Con la riforma del 1971, la Pieve di Arcisate mutò il nome in Vicariato; Decanato dal 1974. Nel 1984, il Decanato della Valceresio ricevette la visita dell'arcivescovo Carlo Maria Martini. Il 22 marzo 2015 il Decanato ricevette la visita del cardinale Angelo Scola.
Altre architetture religiose sono:
- la chiesa di San Francesco da Paola, chiamata anche "lazzaretto" per l'uso che ne venne fatto durante le epidemie, data la sua posizione isolata rispetto al centro del paese;
- la piccola chiesa di Sant'Alessandro;
- la chiesa dei santi Filippo e Giacomo, parrocchiale della frazione di Velmaio;
- la chiesa di Santa Maria Immacolata, parrocchiale della frazione di Brenno Useria;
- la chiesa di Sant'Antonio abate, a Brenno;
- il santuario della Madonna d'Useria.

Le chiese di Arcisate
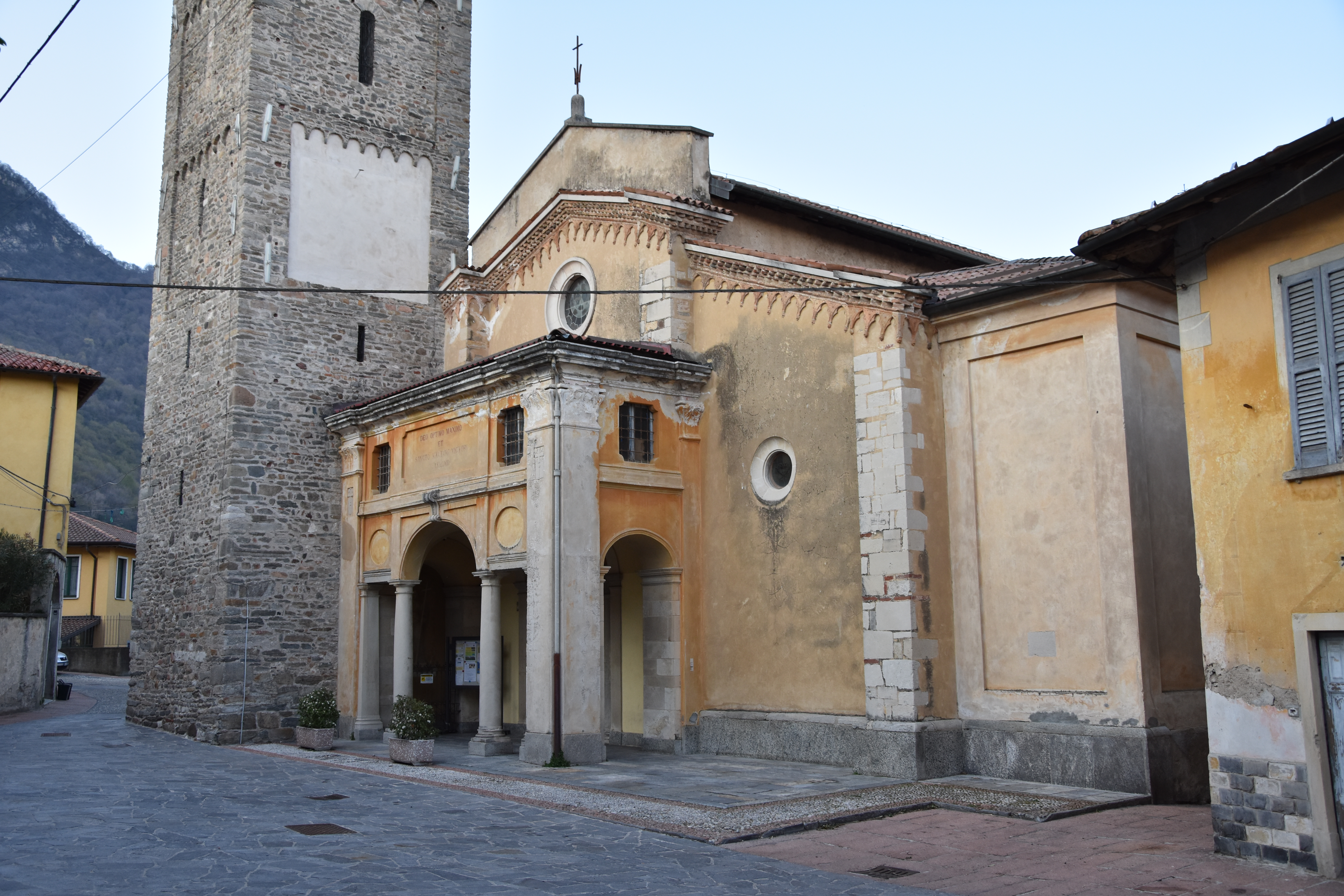
La pieve di San Vittore
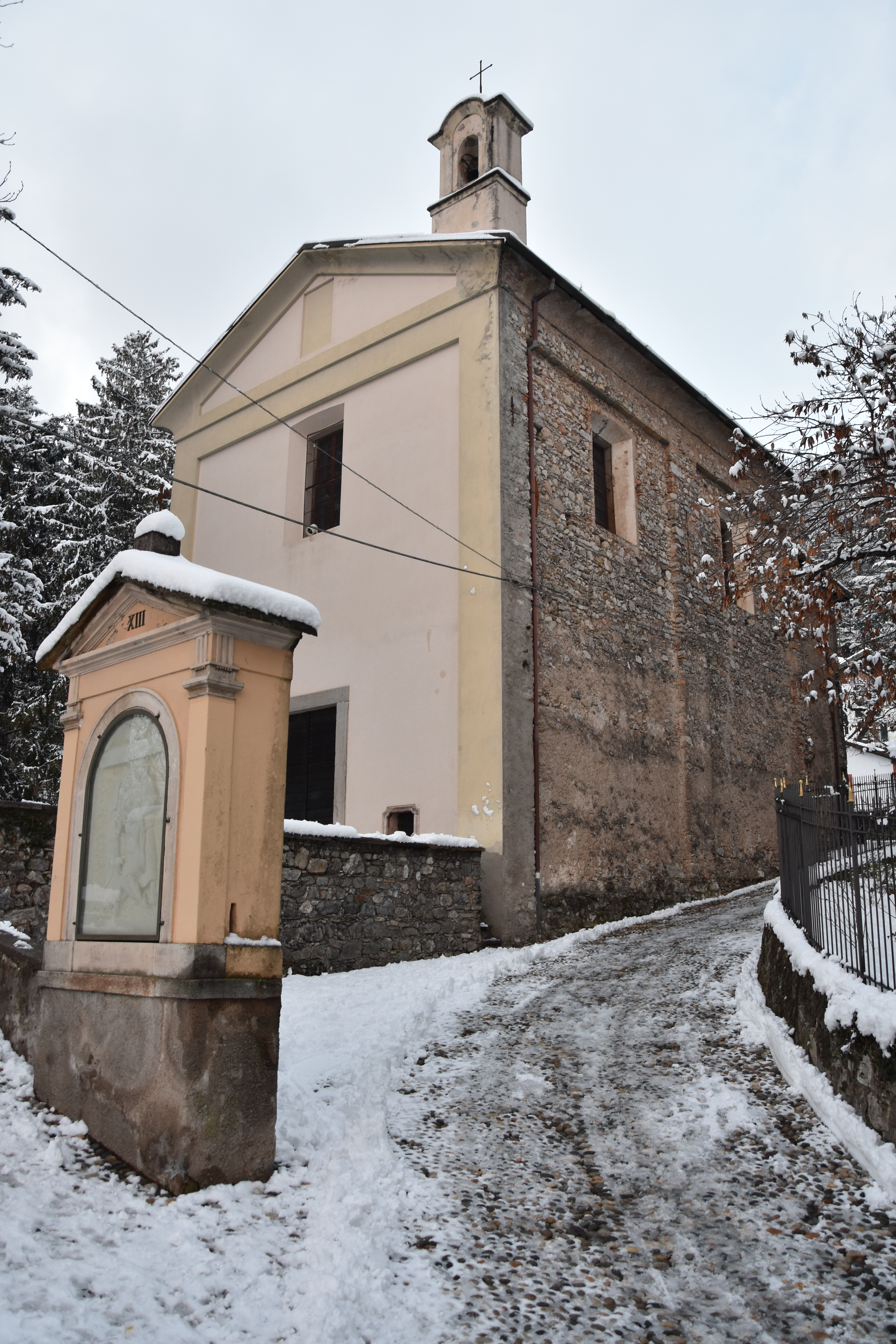
San Francesco da Paola
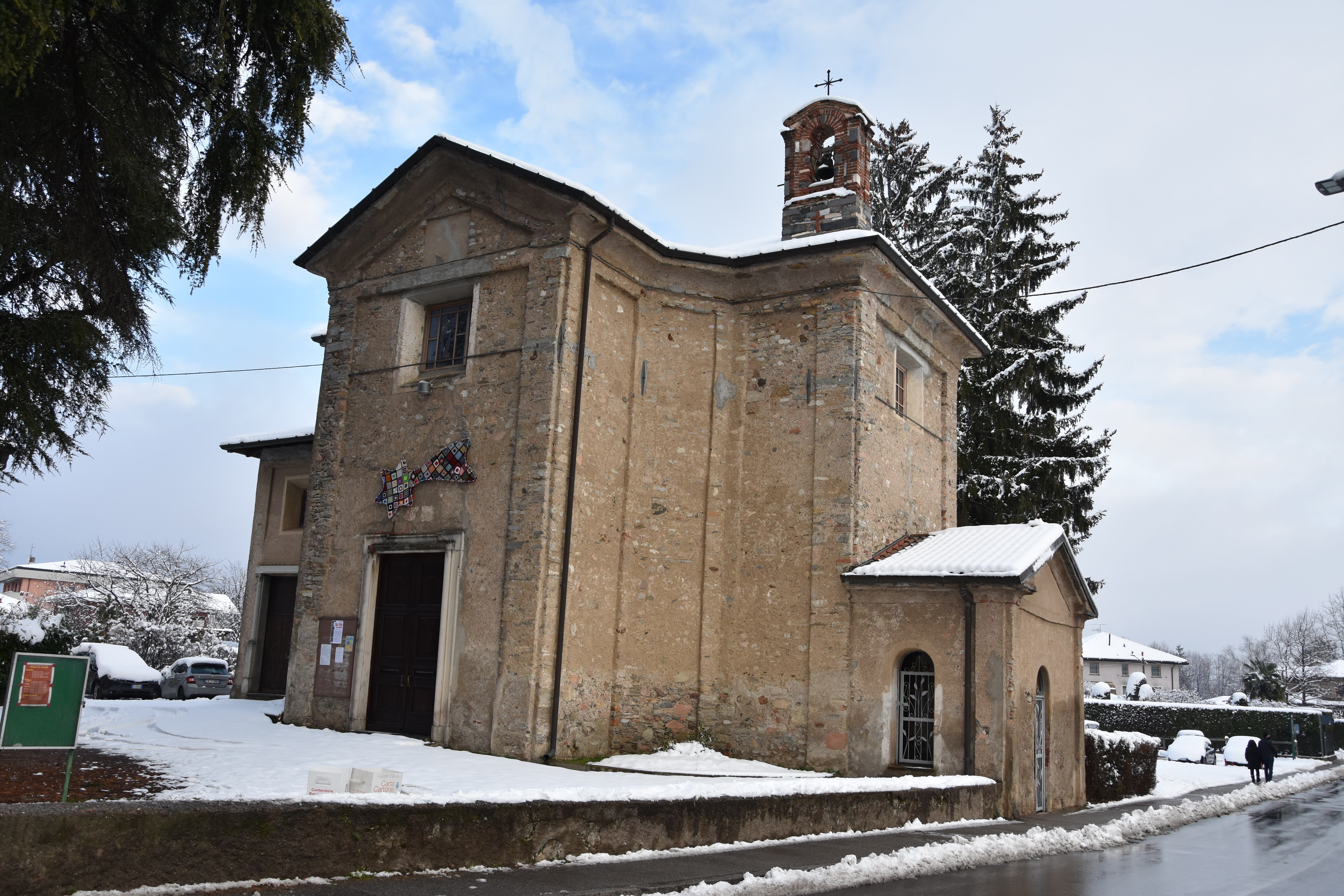
Sant'Alessandro
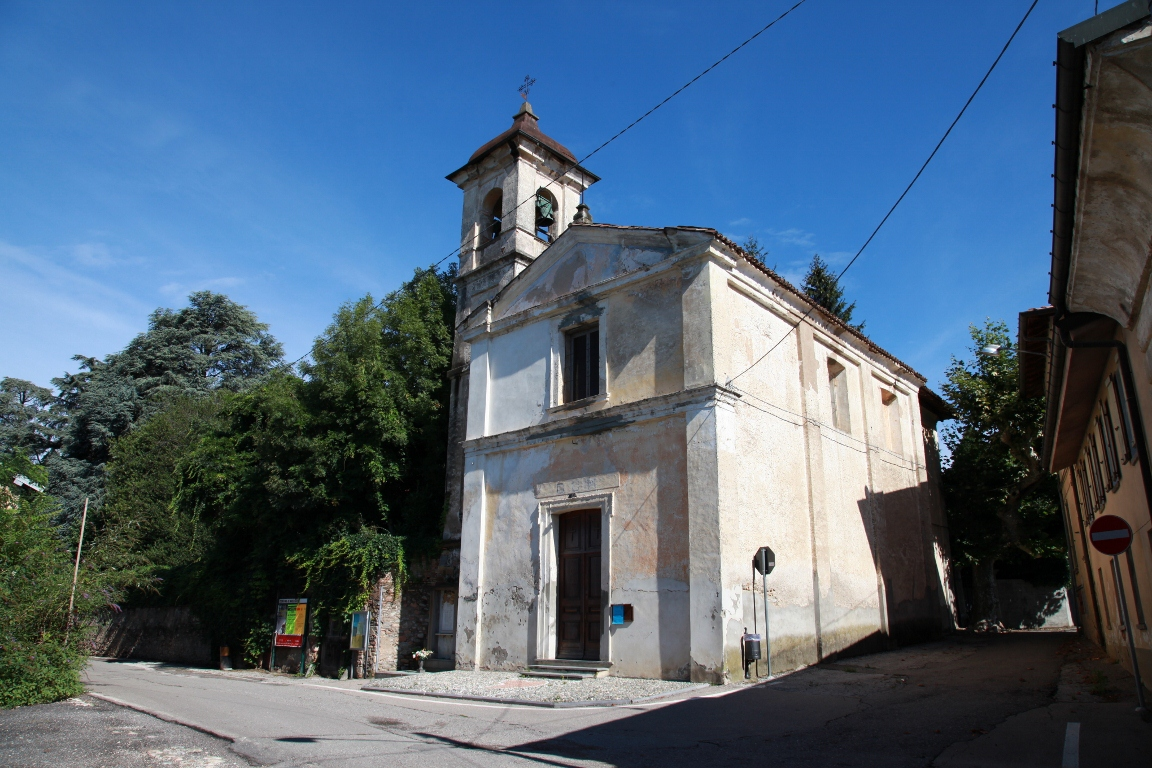
Santi Filippo e Giacomo
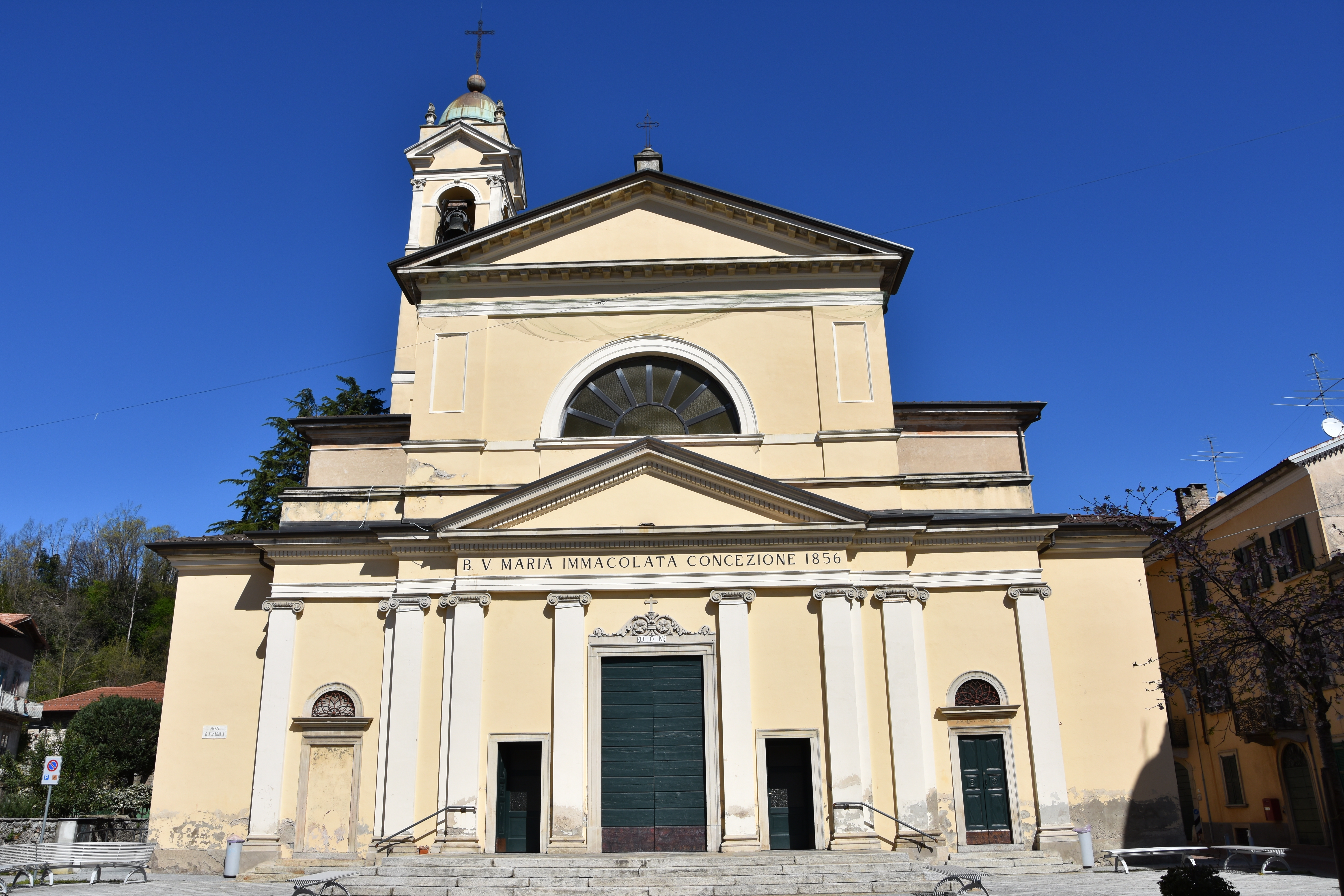
Santa Maria Immacolata
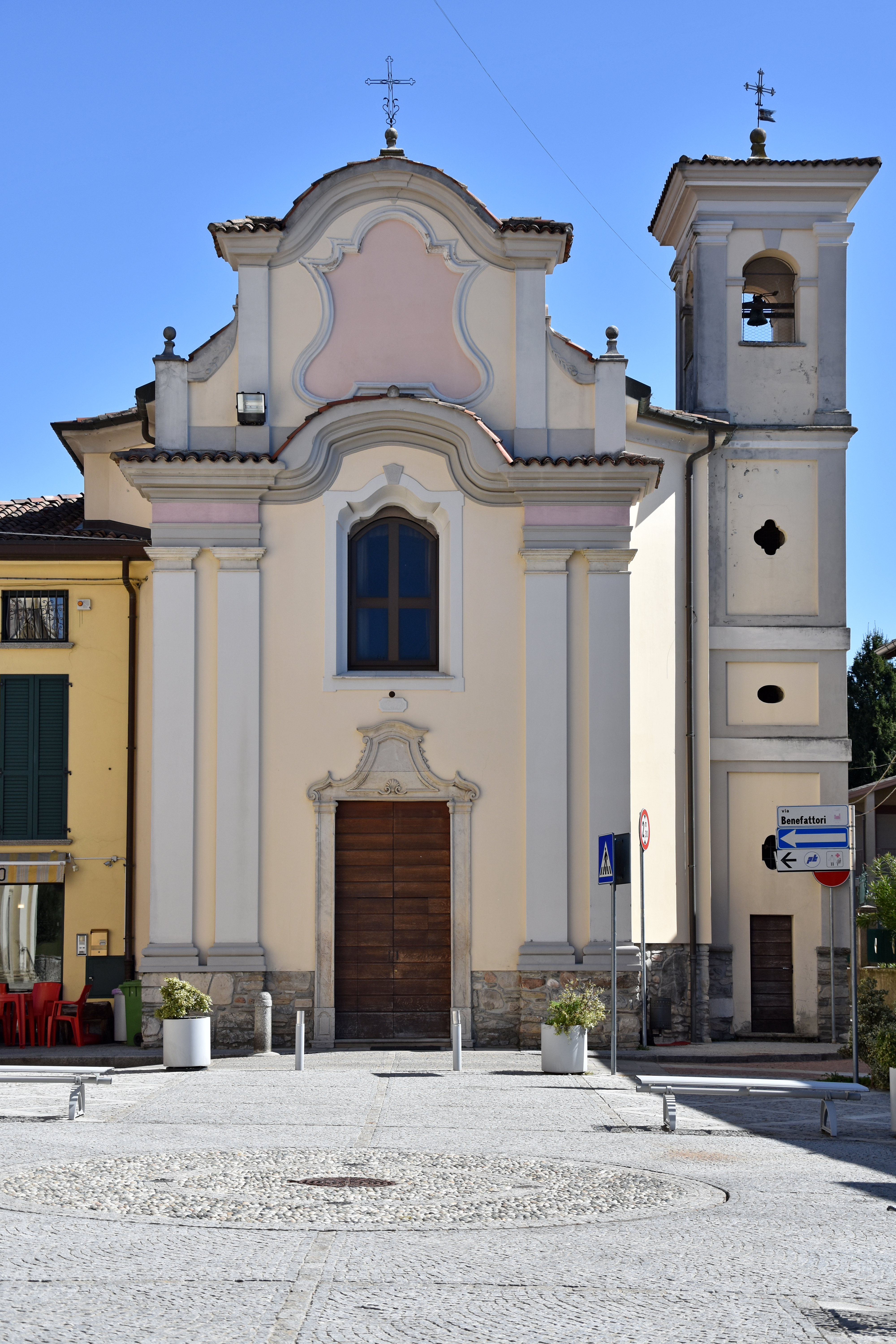
Sant'Antonio abate
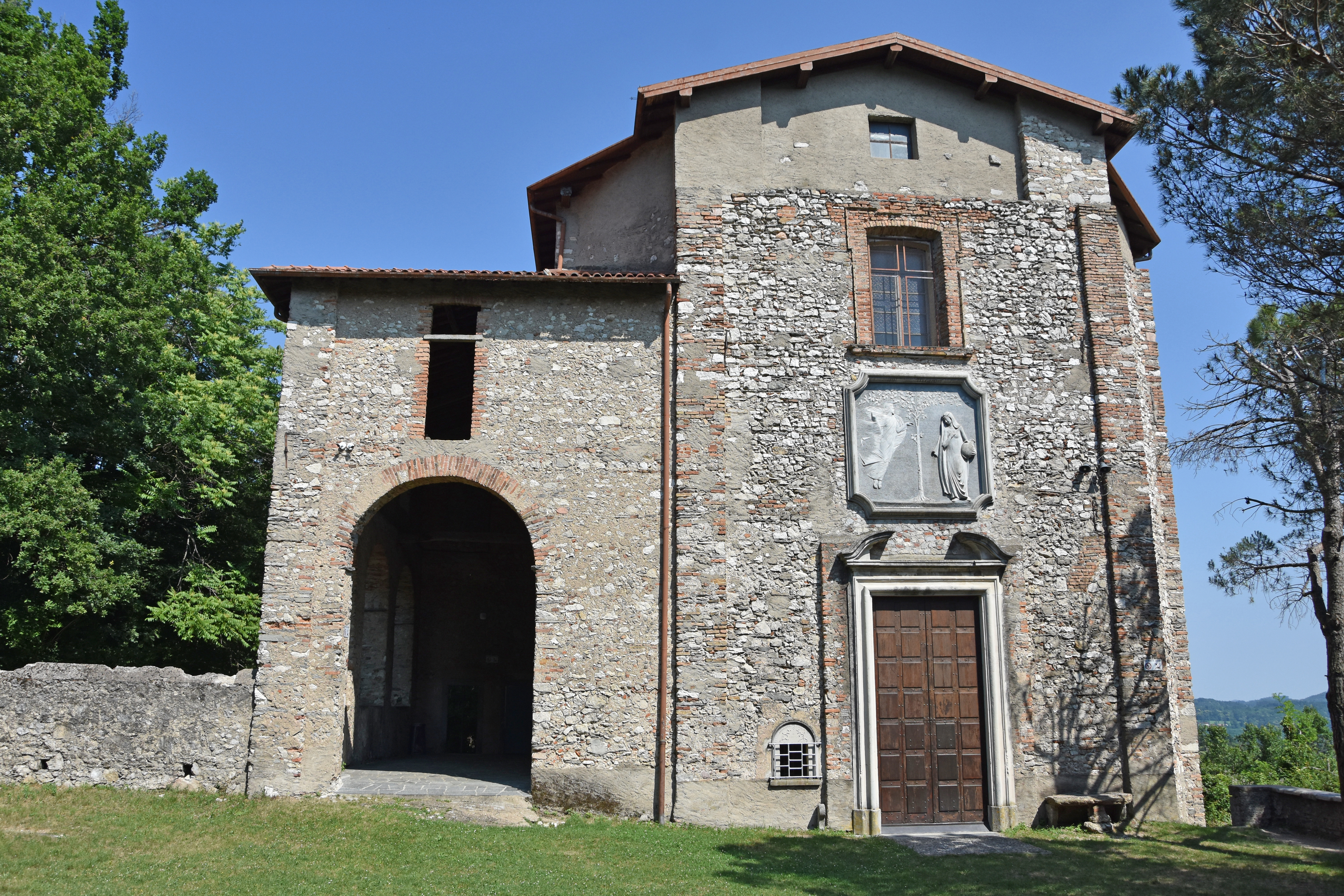
Il santuario dell'Useria

## Società

### Evoluzione demografica
- 478 nel 1574
- 794 nel 1687
- 714 nel 1751
- 1 007 nel 1805

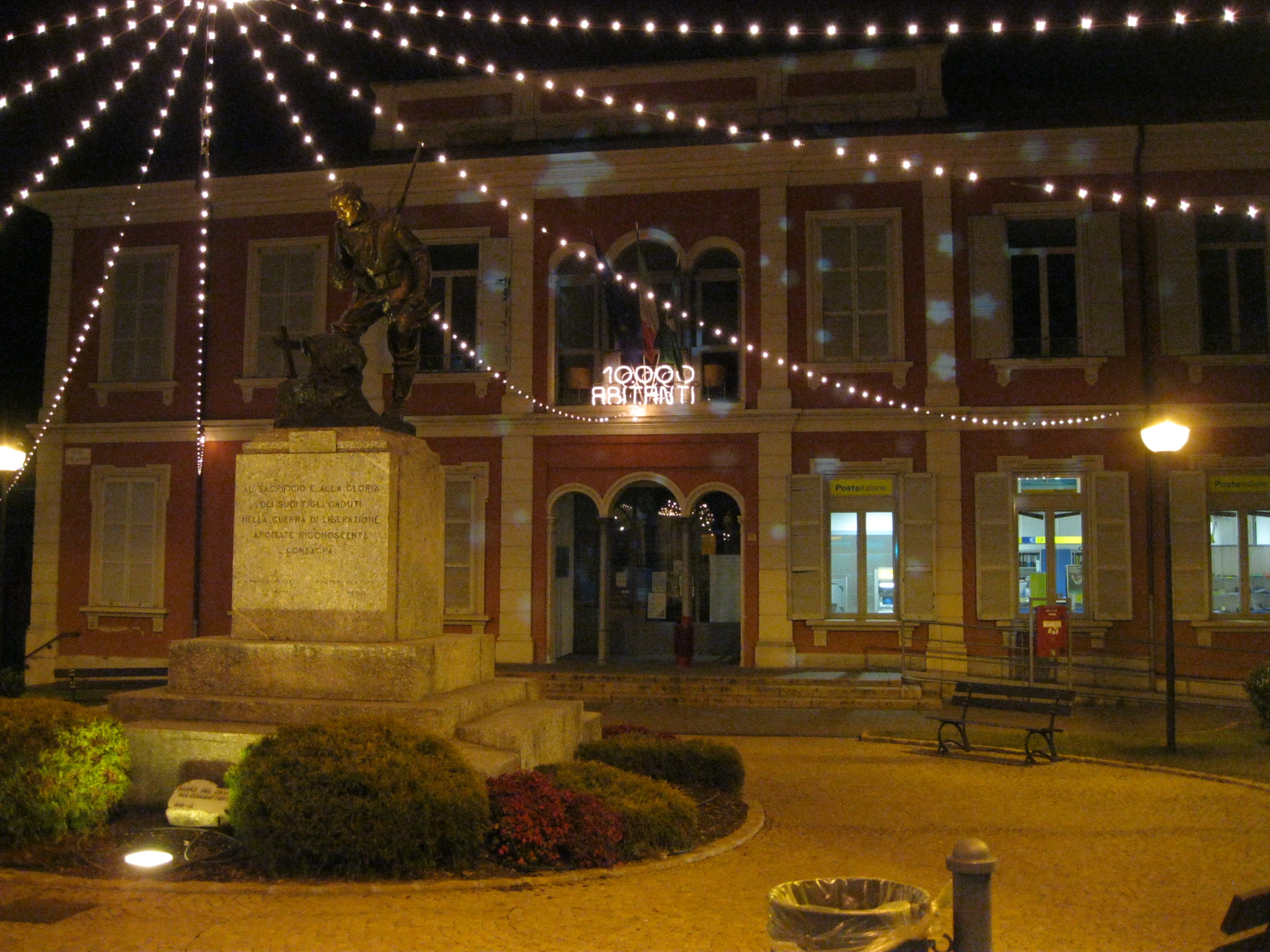
Piazza De Gasperi illuminata a festa per il raggiungimento dei 10000 abitanti dopo il censimento del 2011

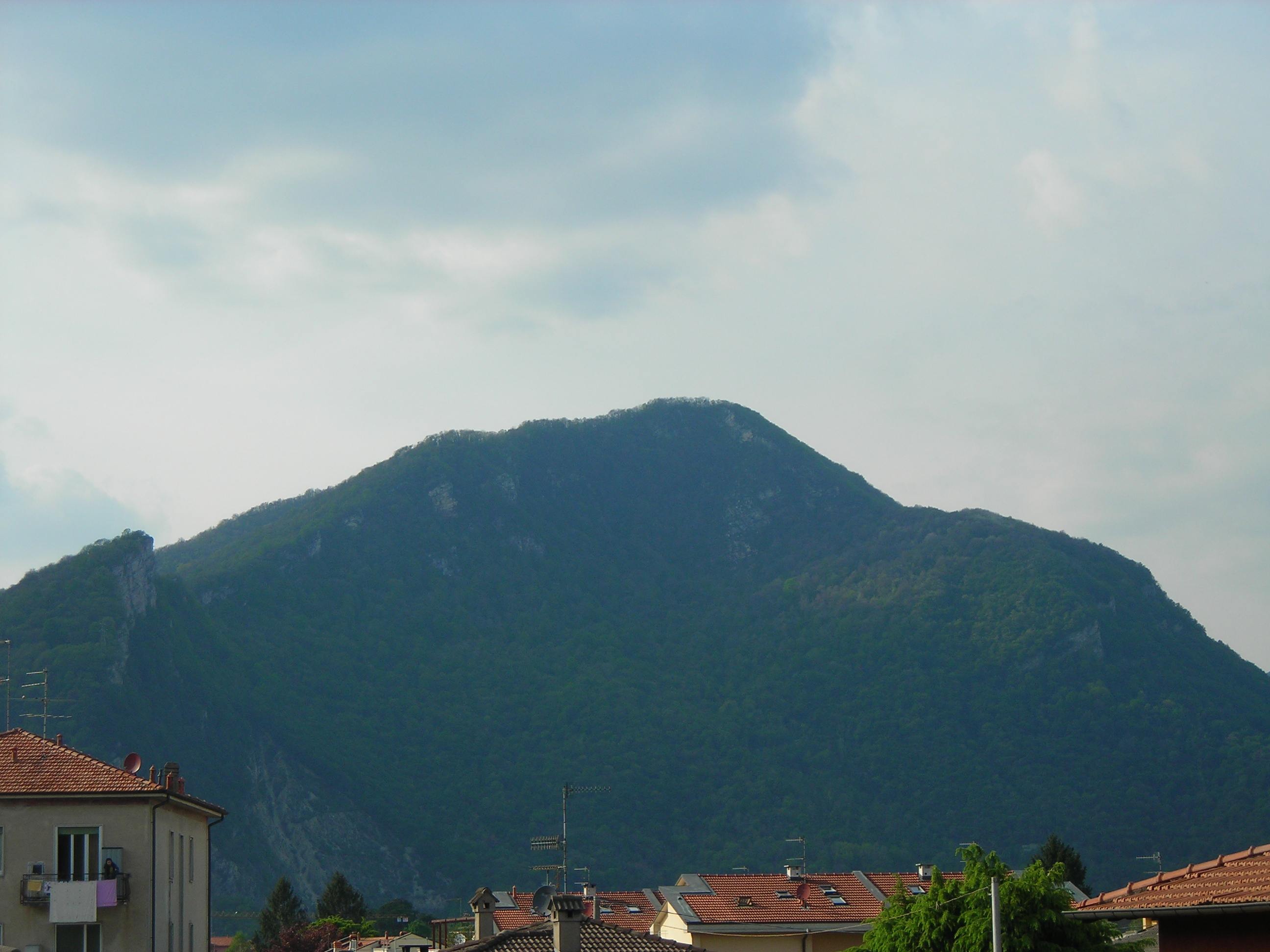
Il Monte Rho visto da Arcisate, sulla sinistra la vetta del Crocino

- esperienze di unione con Induno, Bisuschio e Brenno Useria in età napoleonica
- 1 468 nel 1853
- 1 500 nel 1861
- 1 745 nel 1881
- 1 676 nel 1901
- 1 725 nel 1921
- annessione del comune di Brenno Useria nel 1928
- annessione della frazione di Velmaio dal comune di Cantello nel 1968

Abitanti censiti

## Infrastrutture e trasporti
Dal 1894 il territorio comunale è attraversato dalla ferrovia Varese-Porto Ceresio, originariamente gestita dalla Rete Mediterranea, poi passata in gestione alle Ferrovie dello Stato e quindi a RFI. A decorrere dal suddetto anno è dunque esistita una stazione a servizio dell'abitato, la quale è stata demolita nel 2010 e successivamente ricostruita e riattivata nel 2017, essendo stata interessata dai lavori di costruzione della ferrovia Mendrisio-Varese (che impiega il tracciato della linea per Porto Ceresio nel tratto tra Varese e Arcisate), a causa dei quali l'intera tratta ferroviaria della Valceresio è stata interrotta dal 2009 al 2018. Una volta riaperto al transito, lo scalo arcisatese è diventato punto di diramazione tra le due tratte di competenza.

## Amministrazione

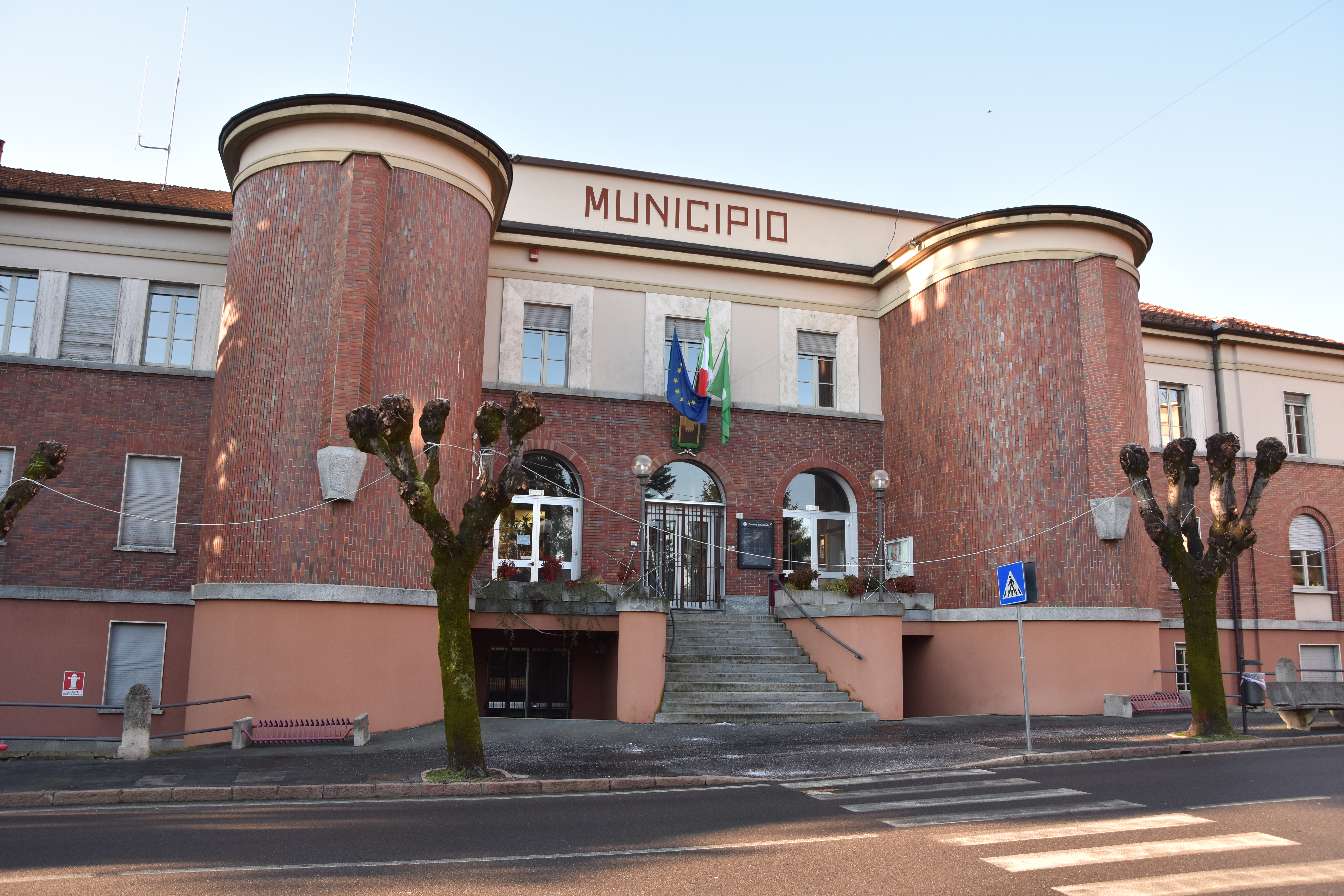
Il municipio

Lista delle autorità comunali di Arcisate dal 1923.
| Periodo           | Periodo           | Primo cittadino            | Partito                         | Carica      | Note     |
| ----------------- | ----------------- | -------------------------- | ------------------------------- | ----------- | -------- |
| 8 marzo 1923      | 22 luglio 1924    | Mario Vittorio Moroni      |                                 | Comm. pref. |          |
| 22 luglio 1924    | 24 novembre 1924  | Stanislao Caboni           |                                 | Comm. pref. |          |
| 24 novembre 1924  | 9 agosto 1925     | Ampellio Caverzasi         |                                 | Comm. pref. |          |
| 9 agosto 1925     | 8 ottobre 1928    | Ambrogio Parnigoni         | PNF                             | Podestà     |          |
| 8 ottobre 1928    | 6 febbraio 1929   | G.B. Carlo Angius          |                                 | Comm. pref. |          |
| 6 febbraio 1929   | 14 marzo 1931     | Vittorio Ossola            |                                 | Comm. pref. |          |
| 14 marzo 1931     | 30 gennaio 1941   | Ambrogio Parnigoni         | PNF                             | Podestà     |          |
| 30 gennaio 1941   | 10 giugno 1941    | Giulio Marconi             |                                 | Comm. pref. |          |
| 10 giugno 1941    | 16 giugno 1944    | Amilcare Caro              | PNF                             | Podestà     |          |
| 16 giugno 1944    | 28 aprile 1945    | Arturo Borri               |                                 | Comm. pref. |          |
| 28 aprile 1945    | 17 giugno 1951    | Giacomo Croci              | DC                              | Sindaco     |          |
| 17 giugno 1951    | 25 luglio 1975    | Silvio Riva Crugnola       | DC                              | Sindaco     |          |
| 25 luglio 1975    | 18 settembre 1980 | Giuseppe Luglio            | PSI                             | Sindaco     |          |
| 18 settembre 1980 | 13 maggio 1985    | Giancarlo Gariboldi        | PSI                             | Sindaco     |          |
| 13 maggio 1985    | 7 maggio 1990     | Giancarlo Gariboldi        | PSI                             | Sindaco     |          |
| 7 maggio 1990     | 23 aprile 1995    | Giuseppe Ossola            | DC                              | Sindaco     |          |
| 23 aprile 1995    | 13 giugno 1999    | Paolo Rizzolo              | PPI                             | Sindaco     |          |
| 13 giugno 1999    | 13 giugno 2004    | Giancarlo Gariboldi        | FI                              | Sindaco     |          |
| 13 giugno 2004    | 7 giugno 2009     | Giancarlo Gariboldi        | FI                              | Sindaco     |          |
| 7 giugno 2009     | 25 maggio 2014    | Angelo Pierobon            | FI-LN                           | Sindaco     |          |
| 25 maggio 2014    | 25 maggio 2019    | Angelo Pierobon            | FI                              | Sindaco     |          |
| 27 maggio 2019    | 14 gennaio 2025   | Gianluca Cavalluzzi        | lista civica Noi, voi, Arcisate | Sindaco     | Decaduto |
| 15 gennaio 2025   | 26 maggio 2025    | Salvatore Giuseppe Ciarcià |                                 | Comm. pref. | [ 15 ]   |
| 26 maggio 2025    | in carica         | Antonino Centorrino        | lista civica Uniti per Arcisate | Sindaco     | [ 16 ]   |